# Wręgi
Wręgi (Harpidae) – rodzina ślimaków morskich z rzędu Neogastropoda. Zaliczanych jest do niej około 60 żyjących gatunków należących do trzech rodzajów, opisano też gatunki i rodzaje kopalne.

## Morfologia
Muszle osiągają średnie i duże rozmiary. Krótka i spiczasta skrętka zakończona jest muszlą embrionalną złożoną z dwóch skrętów. Ostatni skręt duży i rozdęty. Charakterystyczne są promieniste, o ostrej krawędzi, ubarwione poprzecznymi prążkami i sterczące nad powierzchnię zewnętrzną żeberka (wręgi) lub fałdy, tworzące w części dowierzchołkowej zaostrzone krawędzie i kolce. Zarówno powierzchnia zewnętrzna jak i wewnętrzna jest połyskująca i pokryta regularnymi wzorami barwnymi, wśród których dominują barwy od łososiowej do brązowej. Duże ujście. Warga zewnętrzna pogrubiona i z zaokrągloną krawędzią, w części dosyfonowej z małym wcięciem syfonalnym. Gładkie wrzeciono pogrubione jest kallusem. Brak dołka osiowego, warstwy konchiolinowej i wieczka. U żywych okazów zwraca uwagę bardzo szeroka noga, która jest tak duża, że nie pozwala ślimakowi całkowicie schować się do wnętrza muszli. Noga ta z przodu jest półkoliście zakończona i szersza, a w tylnej części zaostrzona i wydłużona. Znane są przypadki odrzucania (autoamputacji) tylnego odcinka nogi w wyniku np. niepokojenia zwierzęcia. Głowę zdobią dwa długie, cienkie czułki. Plamki oczne znajdują się mniej więcej w jednej trzeciej długości czułków. Samice składają jaja w dyskokształtnych kapsułach rogowych, połączonych ze sobą w sznury.

## Występowanie
Występują w strefie klimatycznej subtropikalnej i tropikalnej, szczególnie w zachodnim Pacyfiku i Oceanie Indyjskim. Życie spędzają w jamach wygrzebanych w piasku koralowym, od strefy litoralnej po głębokie wody.

## Pożywienie
Wręgi są mięsożercami, żerują nocą, żywiąc się krabami i krewetkami.

## Podział systematyczny
Do rodziny należą trzy podrodziny z następującymi rodzajami:
- Cryptochordinae Korobkov, 1955 †
  - Cryptochorda Mörch, 1858 †
- Harpinae Bronn, 1849
  - Austroharpa H. J. Finlay, 1931
  - Eocithara P. Fischer, 1883 †
  - Harpa Röding, 1798 – wręga[2]
- Moruminae Hughes & W.K. Emerson, 1987
  - Morum Röding, 1798

Jednego wymarłego rodzaju nie przypisano do żadnej z podrodzin:
- Asiaharpa Raven, 2021 †

## Galeria

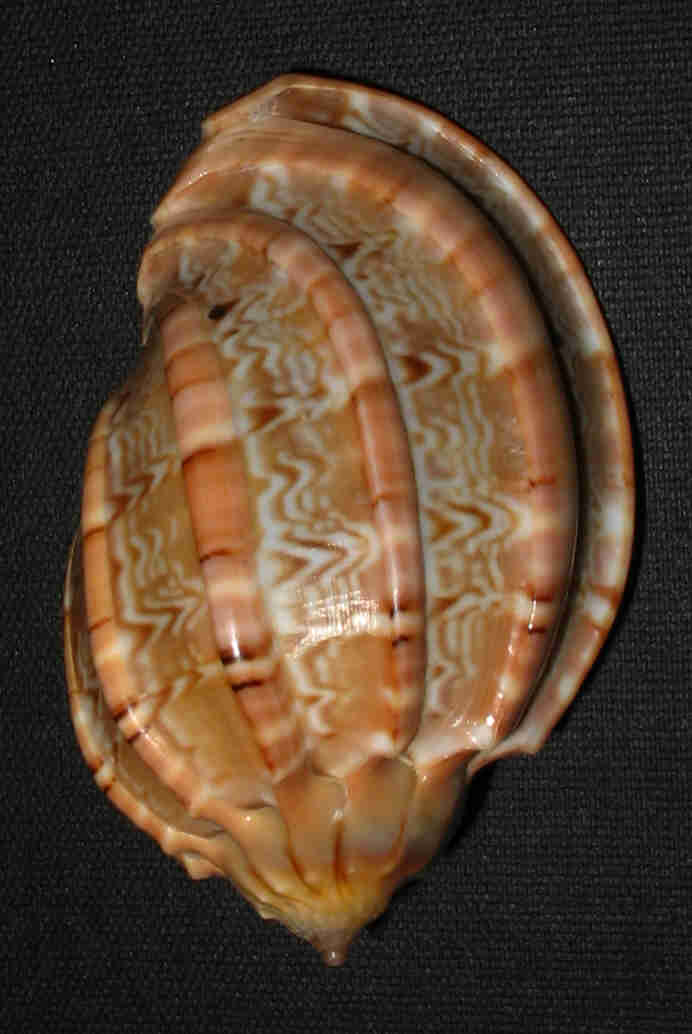
Muszla Harpa major
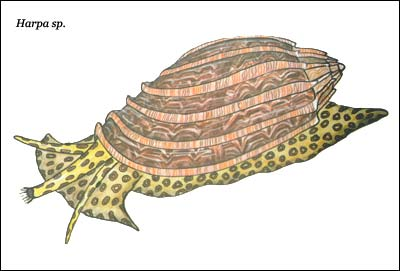
Stary rysunek-schemat
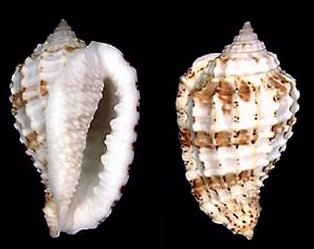
Muszla Morum cancellatum
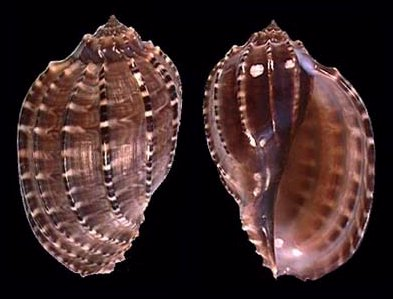
Muszla Harpa articularis